# Al Qanawis (huyện)
Huyện Al Qanawis là một huyện thuộc tỉnh Al Hudaydah, Yemen. Đến thời điểm năm 2003, huyện này có dân số 72336 người